# Gilberto Reis (duchowny)
Gilberto Délio Gonçalves Canavarro dos Reis (ur. 27 maja 1940 w Vreia de Bornes) – portugalski duchowny rzymskokatolicki, biskup Setúbal w latach 1998-2015.
Święcenia kapłańskie otrzymał 21 grudnia 1963. 
29 października 1988 papież Jan Paweł II mianował go biskupem pomocniczym Porto, ze stolicą tytularną Elephantaria in Mauretania. Sakry biskupiej udzielił mu 12 lutego 1989 bp António Cardoso Cunha.
23 kwietnia 1998 został mianowany biskupem ordynariuszem diecezji Setúbal. Na emeryturę przeszedł 24 sierpnia 2015.